# Metro de Viena

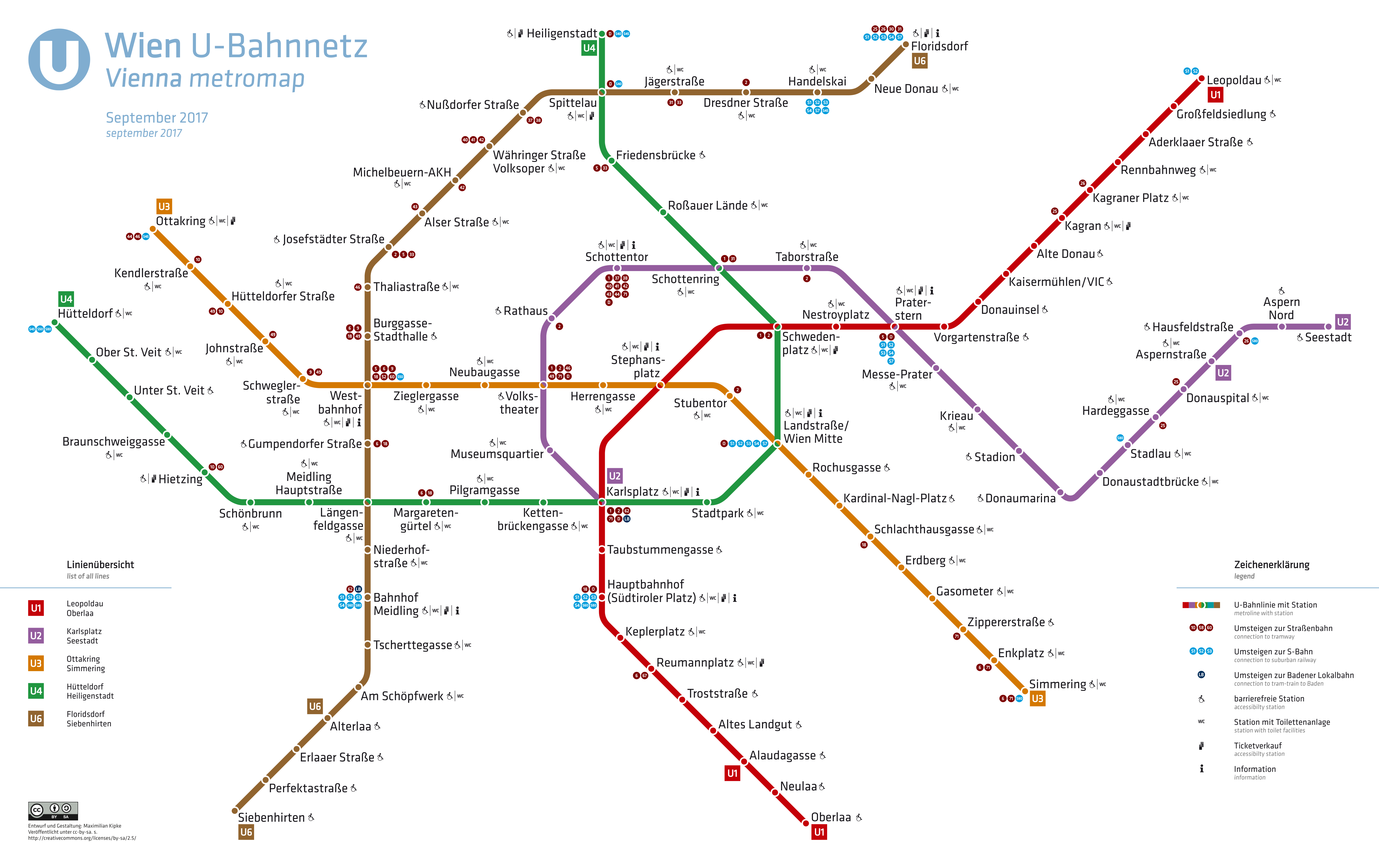
Plànol de la xarxa

El Metro de Viena (en alemany: U-Bahn Wien), on U-Bahn és una abreviatura de la paraula alemanya Untergrundbahn (en català, "tren subterrani"), és una xarxa de metro situada a Viena, Àustria. Amb la inauguració a l'octubre de 2013 de l'extensió de 4,2 quilòmetres i 3 estacions a la línia U2, les cinc línies del metro fan aproximadament uns 80 quilòmetres de llargada, servint un total de 104 estacions. L'any 2009 el metro comptava amb 1,3 milions de passatgers diaris i l'any 2011 un total de 567,6 milions de passatgers el van fer servir. La xarxa de metro s'està ampliant i el material rodant renovant. Des de 1969 s'inverteixen anualment més de 200 milions d'euros en extensions del Metro.
La xarxa de metro està connectada amb el S-Bahn (una espècie de Rodalies). També gaudeix de connexions amb el tramvia, l'autobús i el ferrocarril. Però no està connectada a la línia de l'Aeroport.
Les línies no tenen noms específics sinó una ‘U’ i el número, el que vindria a ser aquí la L (L1, L2...). Actualment hi ha 5 línies, la U1, U2, U3, U4 i la U6. Hi ha hagut nombrosos projectes per a la U5, però cap es visible per al futur pròxim.
Com a curiositat, la senyalització del Metro comparteix una forta semblança amb el Metro de Barcelona, a Espanya.

## La xarxa
Amb 101 estacions, 10 de transferència i 74.2 km, és utilitzada per 1.31 milions de passatgers al dia. Obre a les 5 del matí fins a la 1 de la matinada. Els intervals entre tren i tren són entre 2 i 5 minuts.

Plànol geogràfic de la xarxa

| Línia | Principi-Final             | Expansions       | Longitud | Estacions | Longitud andanes |
| ----- | -------------------------- | ---------------- | -------- | --------- | ---------------- |
| U1    | Oberlaa ↔ Leopoldau        | 1978 fins a 2017 | 19,2 km  | 24        | 835 m            |
| U2    | Seestadt ↔ Karlsplatz      | 1980 fins a 2013 | 16,8 km  | 20        | 887 m            |
| U3    | Ottakring ↔ Simmering      | 1991 fins a 2000 | 13,4 km  | 21        | 670 m            |
| U4    | Hütteldorf ↔ Heiligenstadt | 1976 fins a 1981 | 16,4 km  | 20        | 861 m            |
| U6    | Siebenhirten ↔ Floridsdorf | 1989 fins a 1996 | 17,3 km  | 24        | 754 m            |

## Evolució de la xarxa

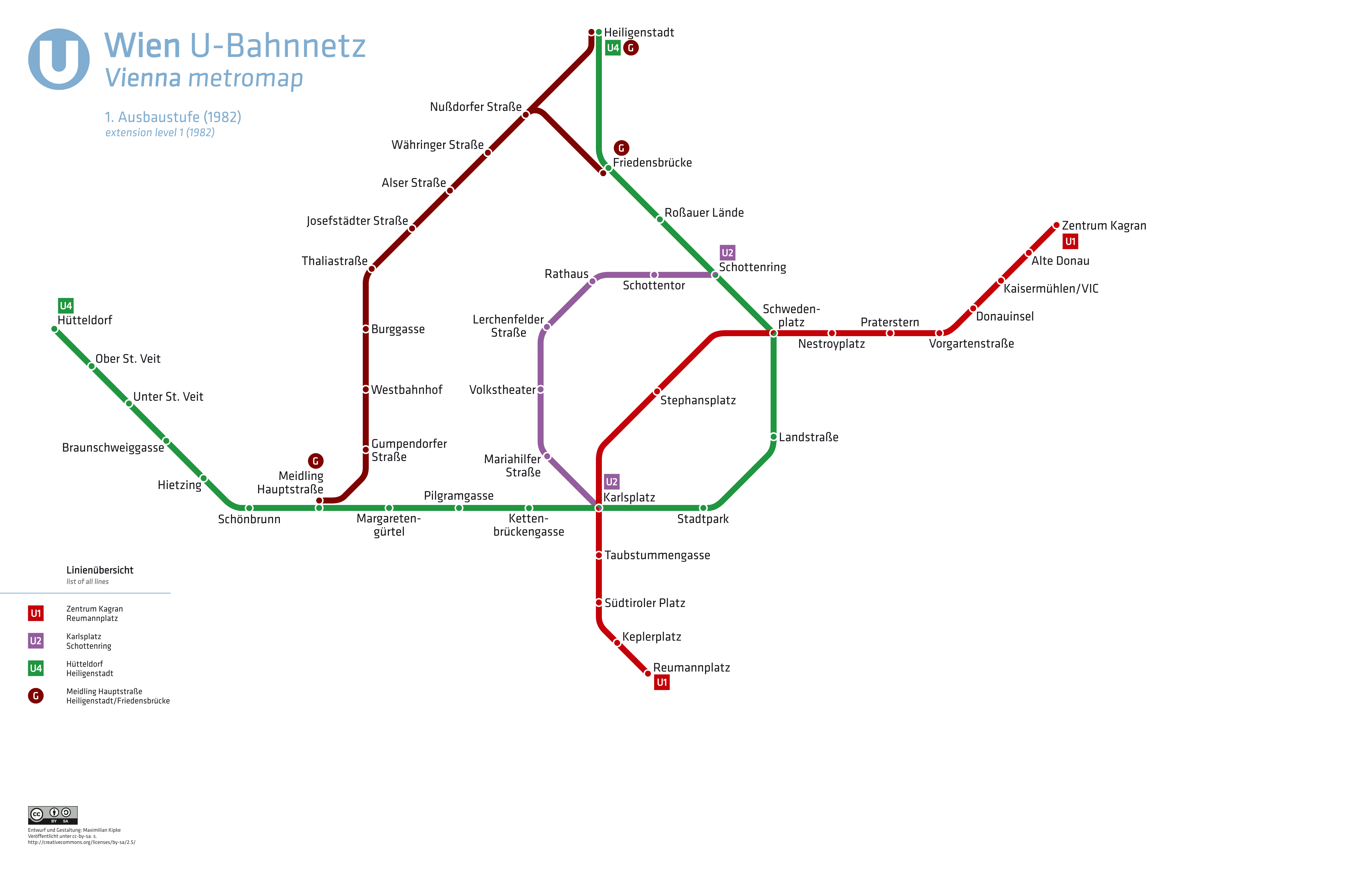
1982

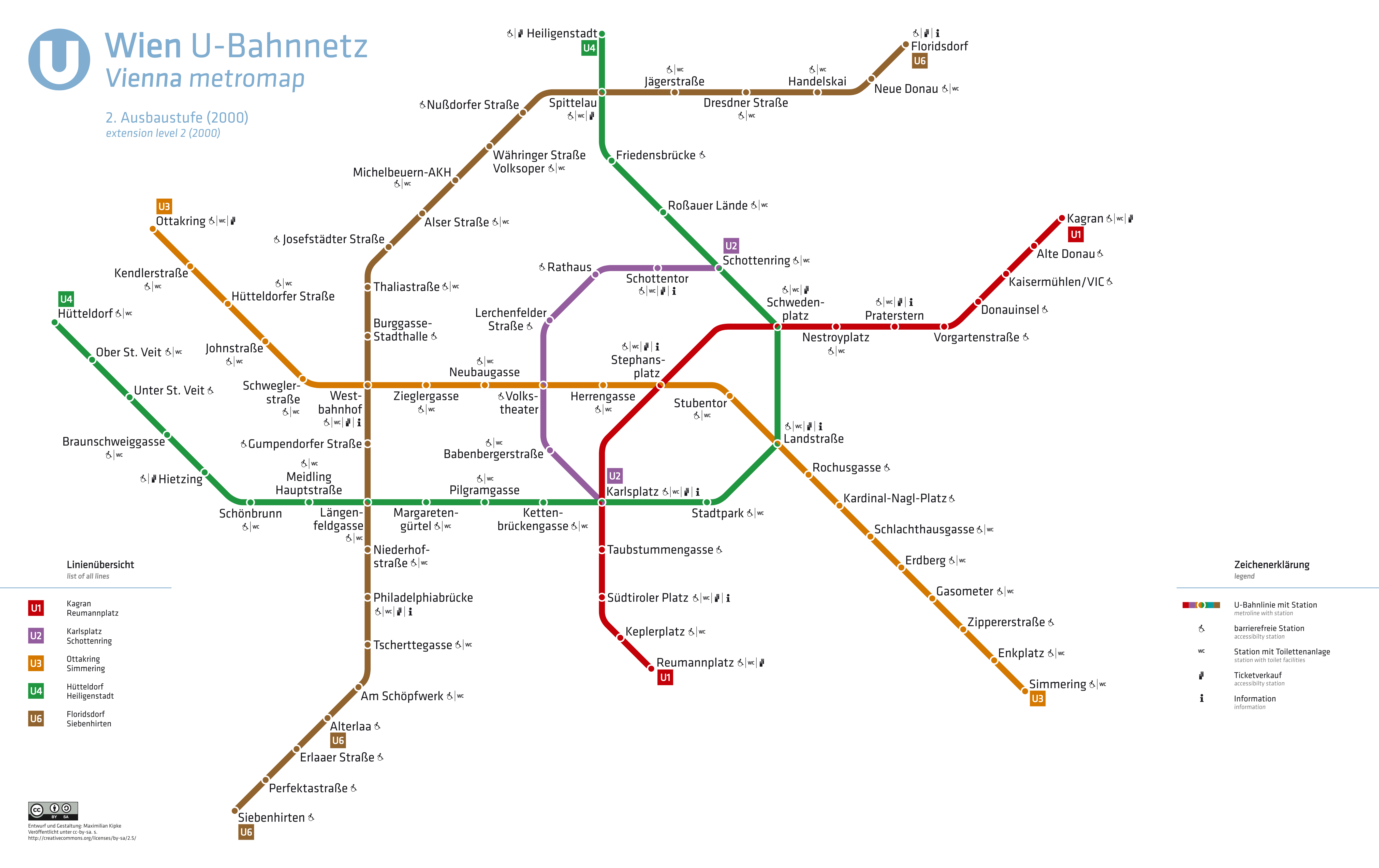
2000

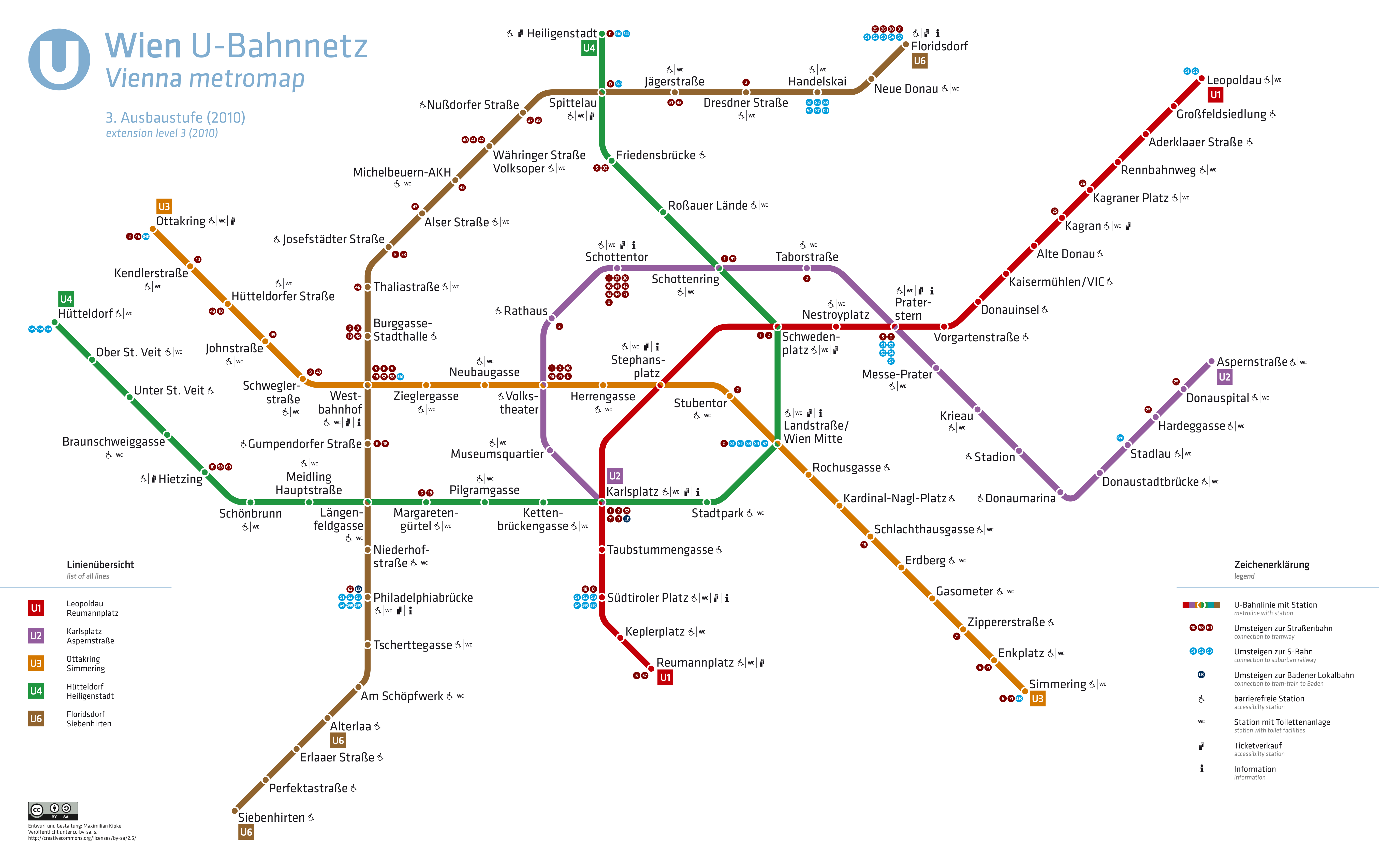
2010

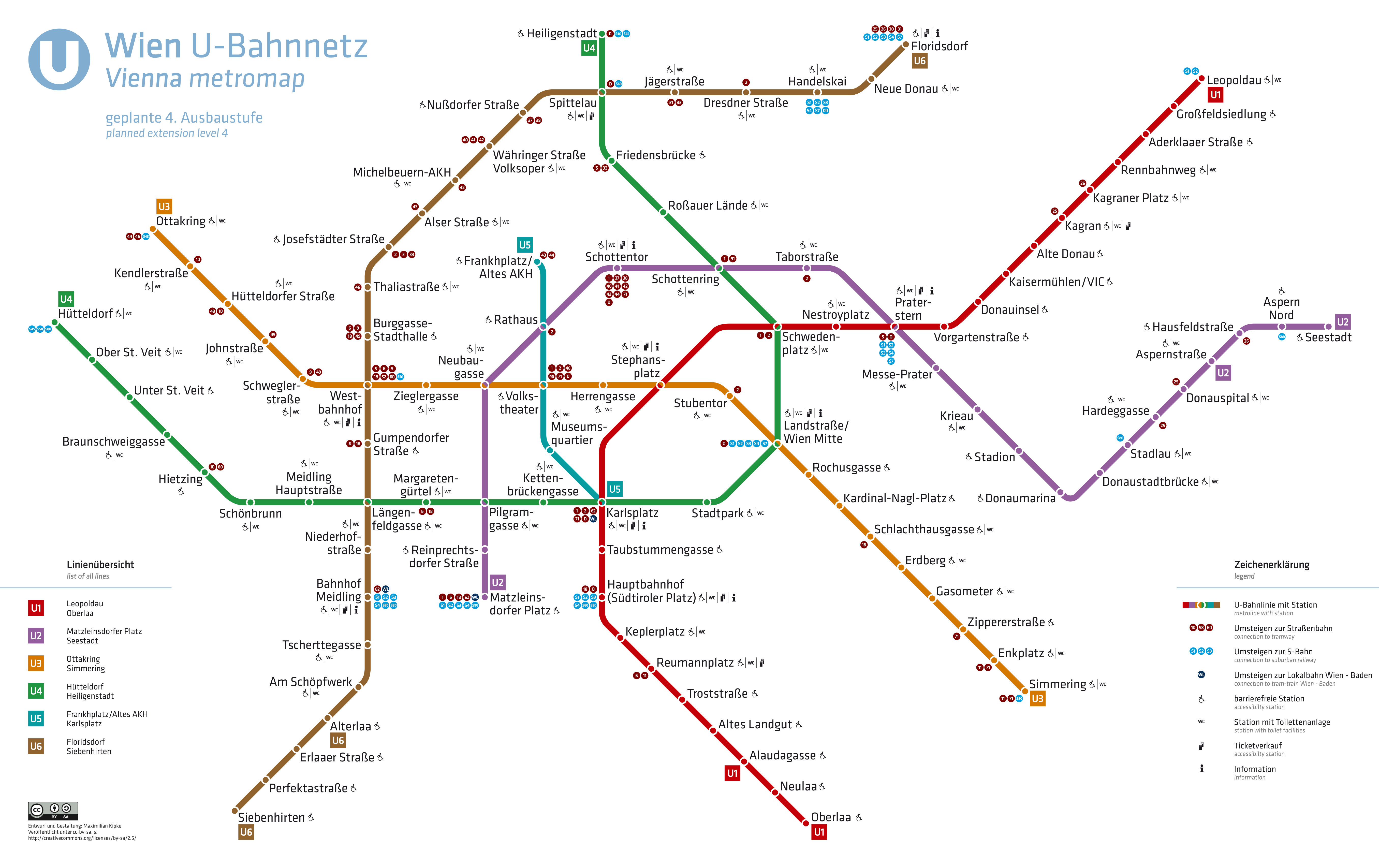
Xarxa prevista per al 2023

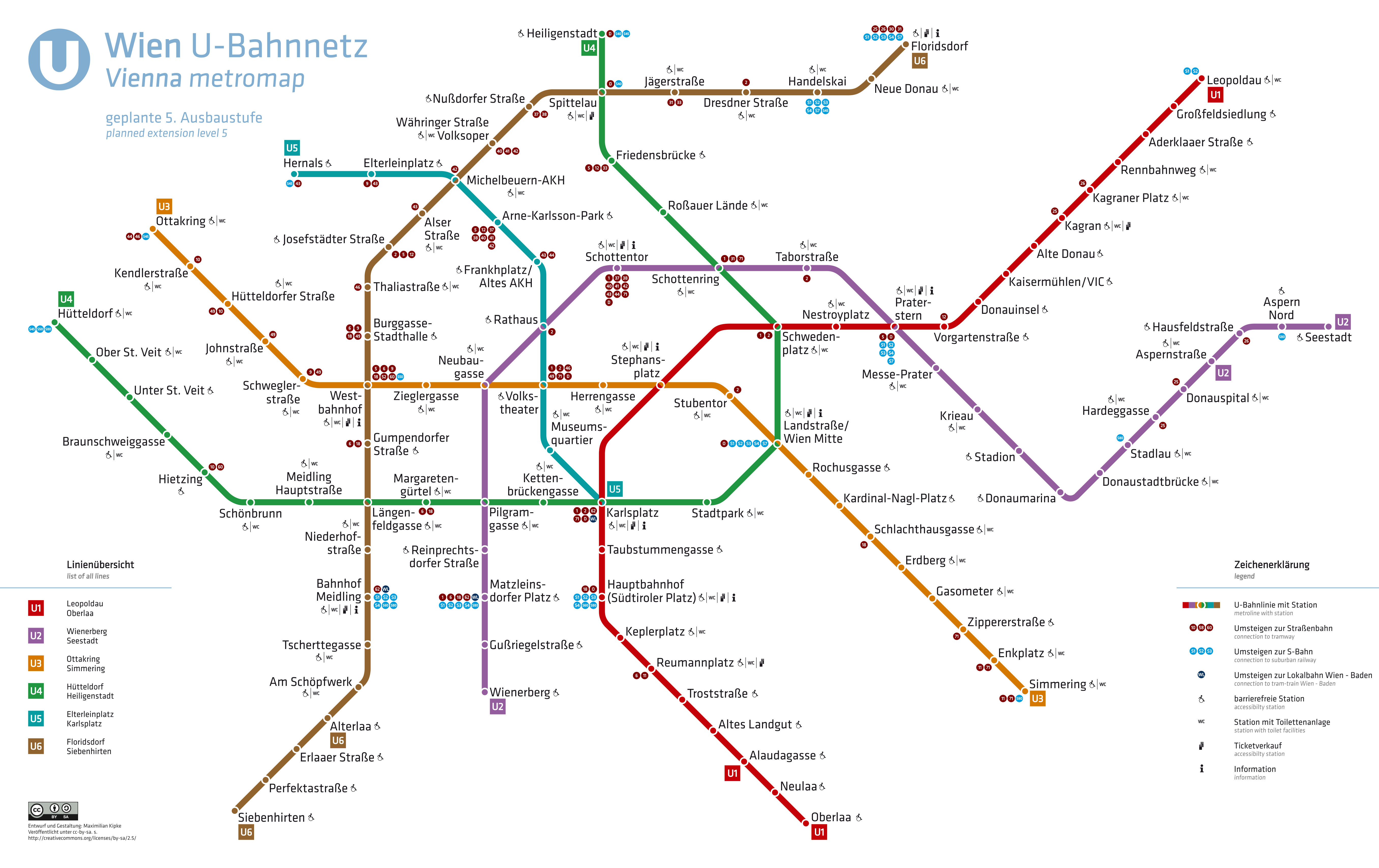
Xarxa prevista per al 2030

| Data             | Línia | Principi-Final (Estacions)                                       |
| ---------------- | ----- | ---------------------------------------------------------------- |
| 8 Maig 1976      | U4    | Heiligenstadt–Friedensbrücke                                     |
| 25 Febrer 1978   | U1    | Reumannplatz–Karlsplatz                                          |
| 3 Abril 1978     | U4    | Friedensbrücke–Schottenring                                      |
| 15 Agost 1978    | U4    | Schottenring–Schwedenplatz–Karlsplatz                            |
| 18 Novembre 1978 | U1    | Karlsplatz–Stephansplatz                                         |
| 24 Novembre 1979 | U1    | Stephansplatz–Nestroyplatz                                       |
| 3. Agost 1980    | U2    | Schottenring–Rathaus–Karlsplatz                                  |
| 26 Octubre 1980  | U4    | Karlsplatz–Meidling Hauptstraße                                  |
| 28 Febrer 1981   | U1    | Nestroyplatz–Praterstern                                         |
| 31. Agost 1981   | U4    | Meidling Hauptstraße–Hietzing                                    |
| 20 Desembre 1981 | U4    | Hietzing–Hütteldorf                                              |
| 3 Setembre 1982  | U1    | Praterstern–Kagran                                               |
| 7 Octubre 1989   | U6    | Philadelphiabrücke–Nußdorfer Straße–Heiligenstadt/Friedensbrücke |
| 4 Març 1991      | U6    | Nußdorfer Straße–Friedensbrücke                                  |
| 6 Abril 1991     | U3    | Erdberg–Volkstheater                                             |
| 4 Setembre 1993  | U3    | Volkstheater–Westbahnhof                                         |
| 3 Setembre 1994  | U3    | Westbahnhof–Johnstraße                                           |
| 15 Abril 1995    | U6    | Philadelphiabrücke–Siebenhirten                                  |
| 4. Maig 1996     | U6    | Nußdorfer Straße–Floridsdorf; Nußdorfer Straße–Heiligenstadt     |
| 5 Desembre 1998  | U3    | Johnstraße–Ottakring                                             |
| 2 Desembre 2000  | U3    | Erdberg–Simmering                                                |
| 2 Setembre 2006  | U1    | Kagran–Leopoldau                                                 |
| 10 Maig 2008     | U2    | Schottenring–Praterstern–Stadion                                 |
| 10 Octubre 2010  | U2    | Stadion-Aspernstraße                                             |
| 5 Octubre 2013   | U2    | Aspernstraße-Seestadt                                            |
| 2 Setembre 2017  | U1    | Reumannplatz–Oberlaa                                             |

## Combois

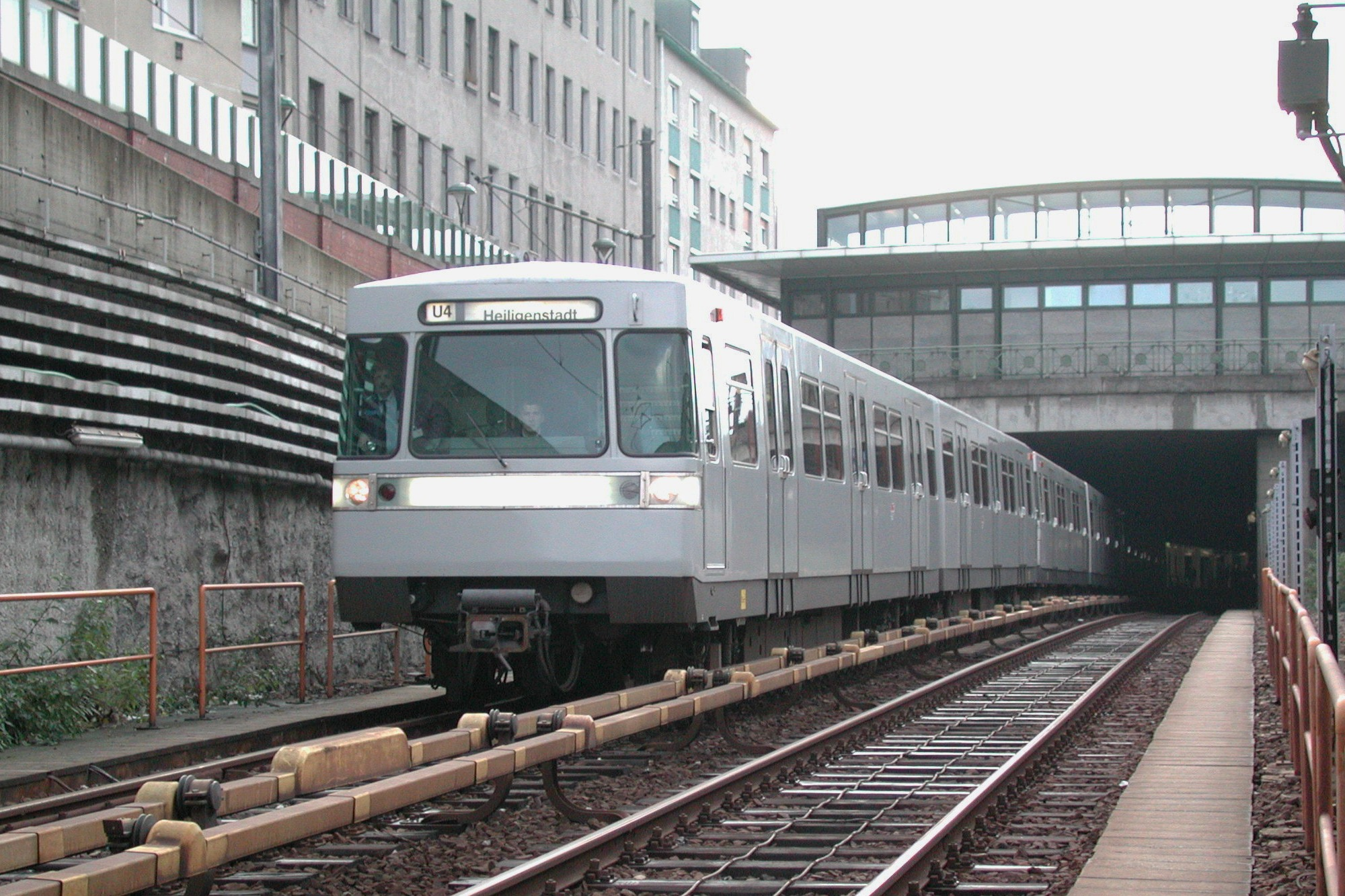
U-class

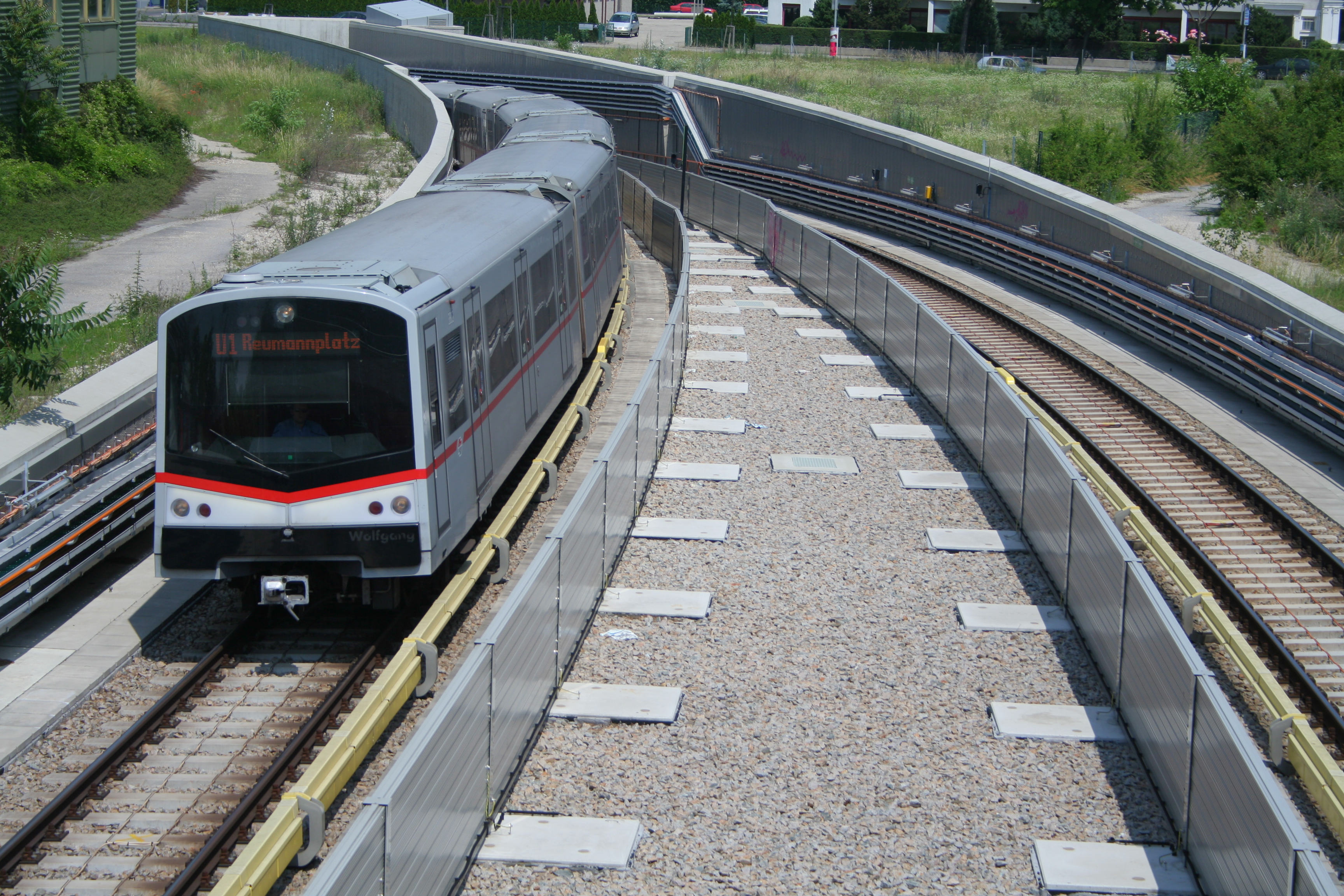
V-class

El metro de Viena compta amb tres tipus de combois. La U1,U2,U3 i U4 tenen 2 tipus de combois, la U class i la V class, la més nova. La U6 té només un tipus, el T, ja retirats el 2008.

### U1
| U1 (Oberlaa - Leopoldau) |

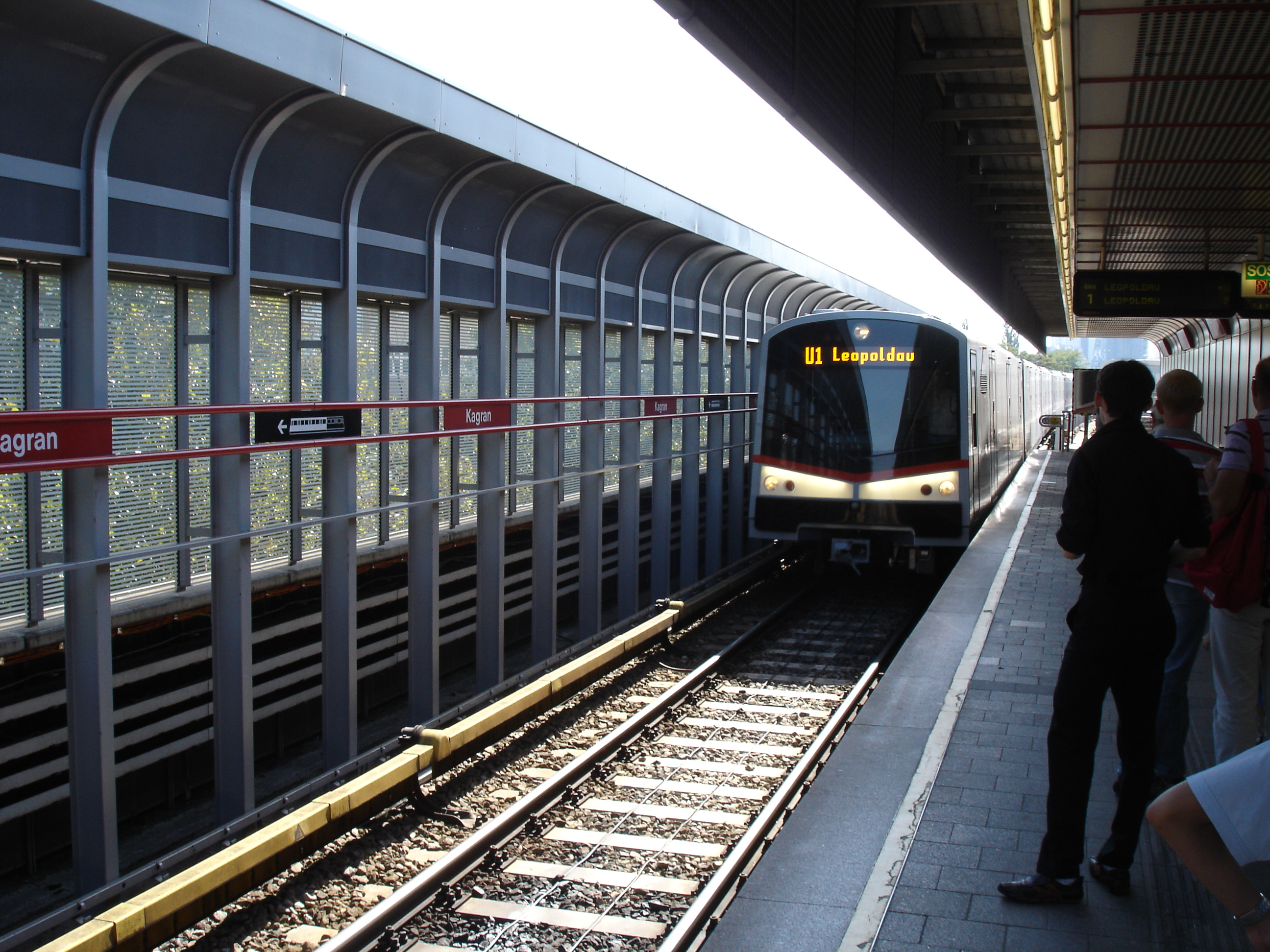
Tren amb destinació Leopoldau a Kagran

La construcció començà el 1969 i fou completada el 1982, amb la primera secció completada entre Reumannplatz i Karlsplatz el 1978. El 2001, es començà a construir l'extensió cap a Leopoldau, que fou oberta el 2006. Es preveu una extensió per al 2015 fins a Rothneusiedl.
Estacions:
- Leopoldau
- Großfeldsiedlung
- Aderklaaer Straße
- Rennbahnweg
- Kagraner Platz
- Kagran
- Alte Donau
- Kaisermühlen
- Donauinsel
- Vorgartenstraße
- Praterstern
- Nestroyplatz
- Schwedenplatz
- Stephansplatz
- Karlsplatz
- Taubstummengasse
- Südtiroler Platz
- Keplerplatz
- Reumannplatz
- Troststraße
- Altes Landgut
- Alaudagasse
- Neulaa
- Oberlaa

### U2
| U2 (Seestadt - Karlsplatz) |

L'original U2 era bàsicament un convertit tramvia soterrat construït als ’60. Es va expandir pels dos extrems. Degut a les limitacions estructurals i les distàncies entre estacions, aquest línia era la més lenta de tota la xarxa. L'estació “Lerchenfelder Straße” va ser tancada el 2003 per a ampliar la llargada de les andanes, i així permetre l'extensió de la línia fins a Stadion. Una ampliació fins a Aspernstraße s'obrirà el 2013, i fins a Flugfeld Aspern el 2019.
Estacions:
- Seestadt
- Aspern Nord
- Hausfeldstraße
- Aspernstraße
- Donauspital
- Hardeggasse
- Stadlau (Under existing S-Bahn Station)
- Donaustadtbrücke
- Donaumarina
- Stadion
- Krieau
- Messe Prater
- Praterstern
- Taborstraße
- Schottenring
- Schottentor — Universität
- Rathaus
- Volkstheater
- Museumsquartier
- Karlsplatz

Extensió el 2019
- Schwarzenbergplatz
- Rennweg
- St. Marx
- Arsenal
- Gudrunstraße

### U3
| U3 (Ottakring - Simmering) |

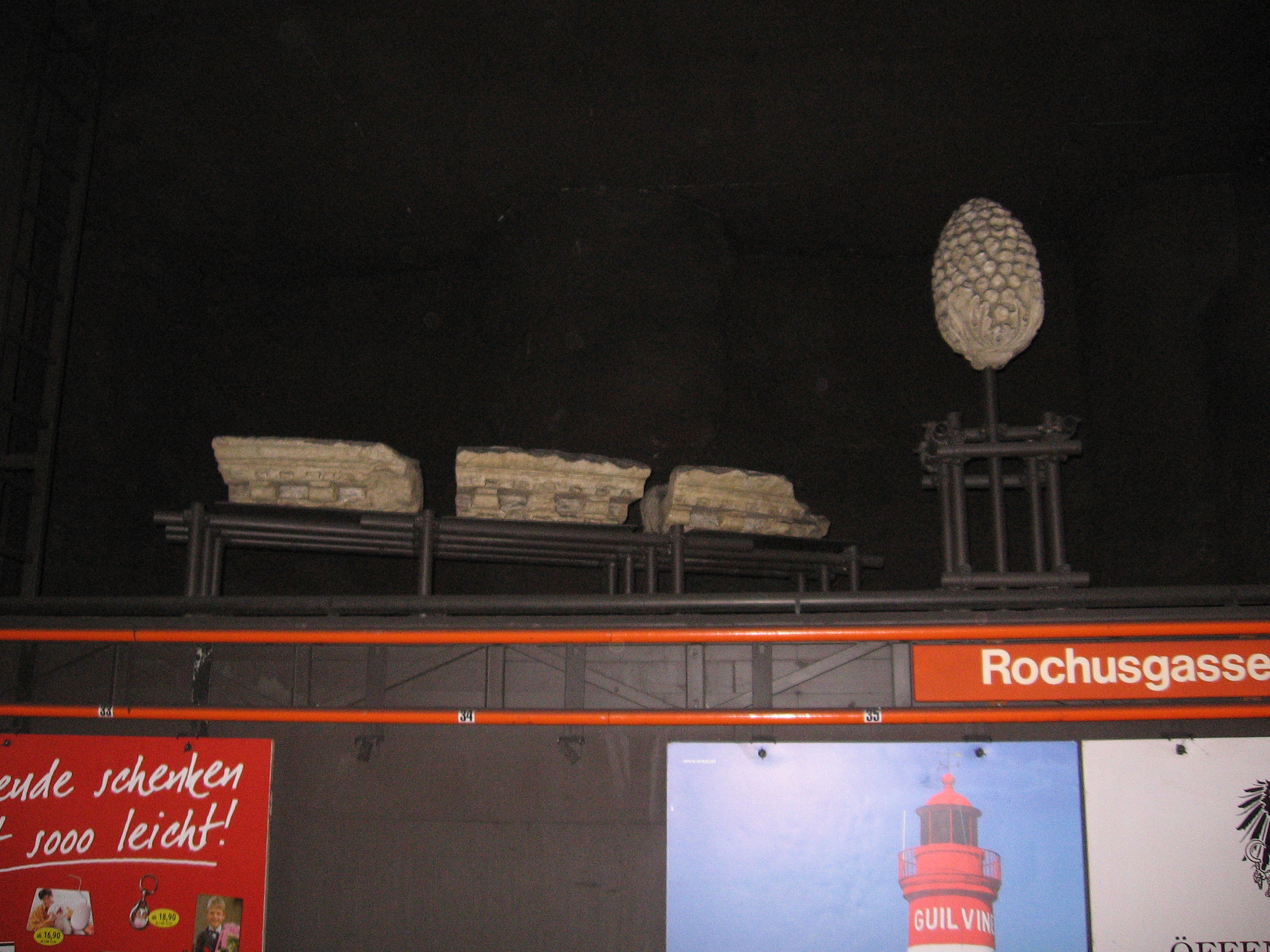
Ruïnes romanes exposades

La línia U3 es va construir en 4 fases entre 1989 i el 2000. Només 2 estacions estan soterrades.
Estacions:
- Ottakring
- Kendlerstraße
- Hütteldorfer Straße
- Johnstraße
- Schweglerstraße
- Westbahnhof
- Zieglergasse
- Neubaugasse
- Volkstheater
- Herrengasse
- Stephansplatz
- Stubentor
- Landstraße
- Rochusgasse
- Kardinal-Nagl-Platz
- Schlachthausgasse
- Erdberg
- Gasometer
- Zippererstraße
- Enkplatz
- Simmering

### U4
| U4 (Hütteldorf - Heiligenstadt) |

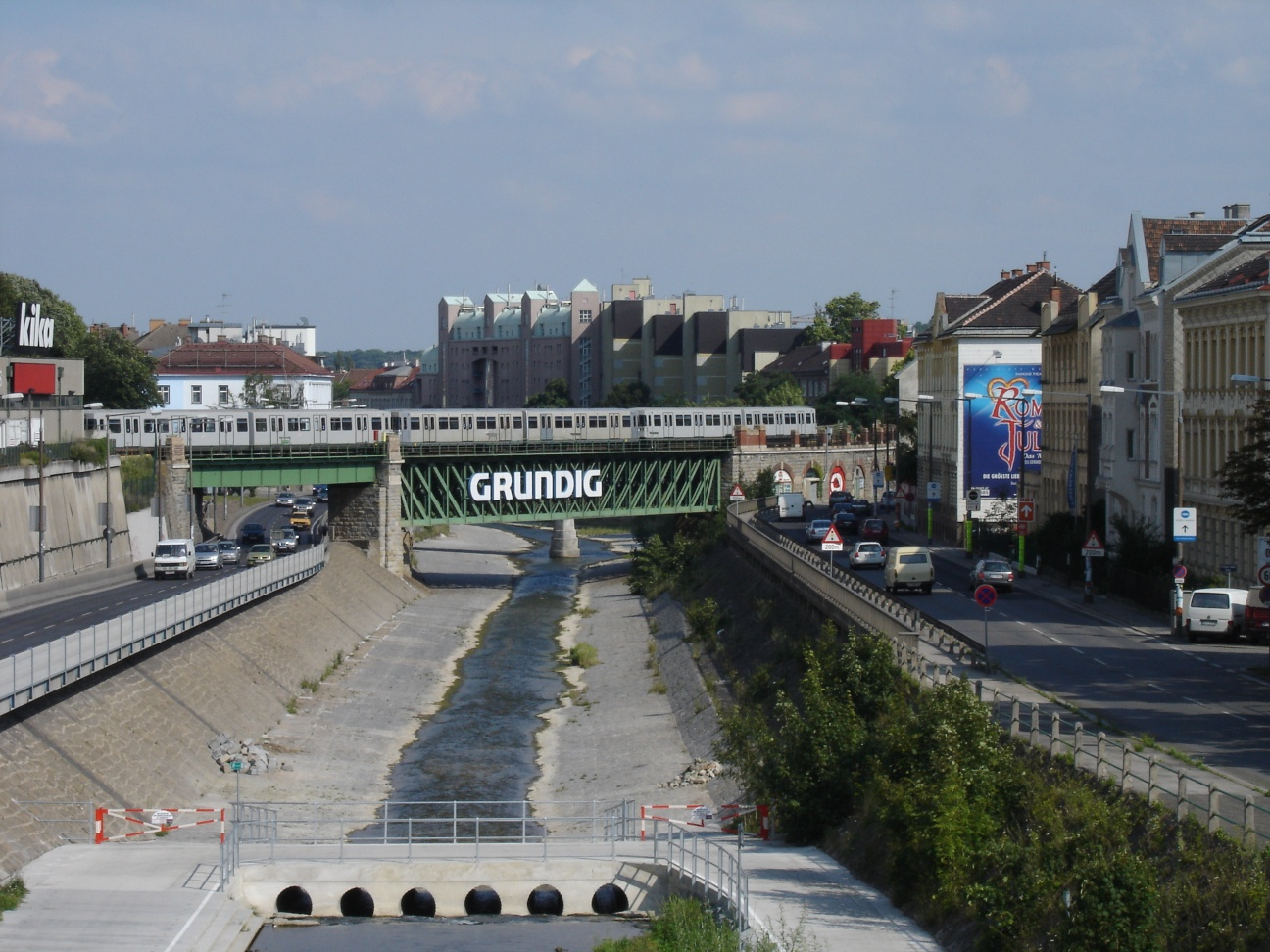
La U4 creua el riu Danubi

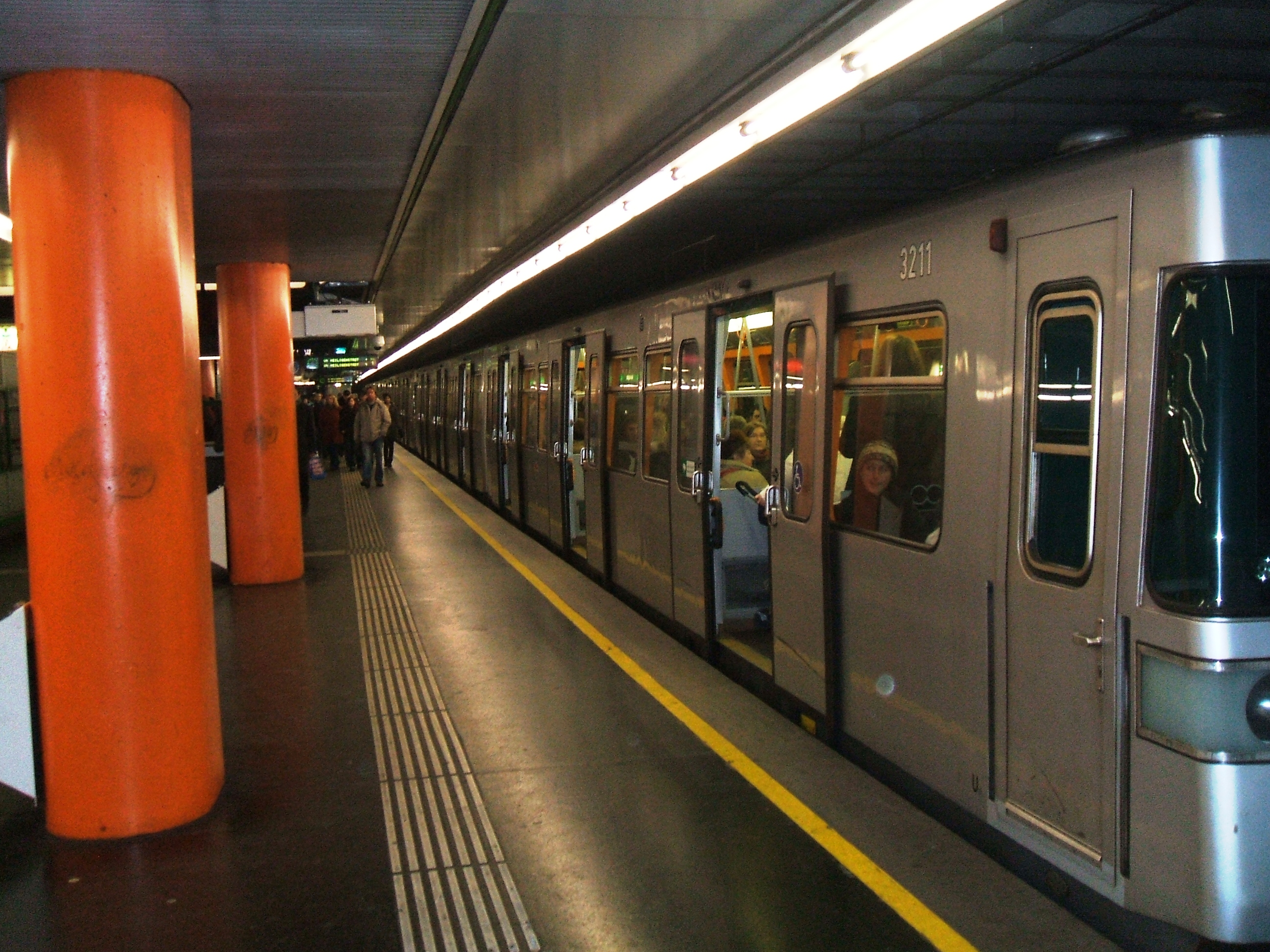
L'estació de Karlsplatz

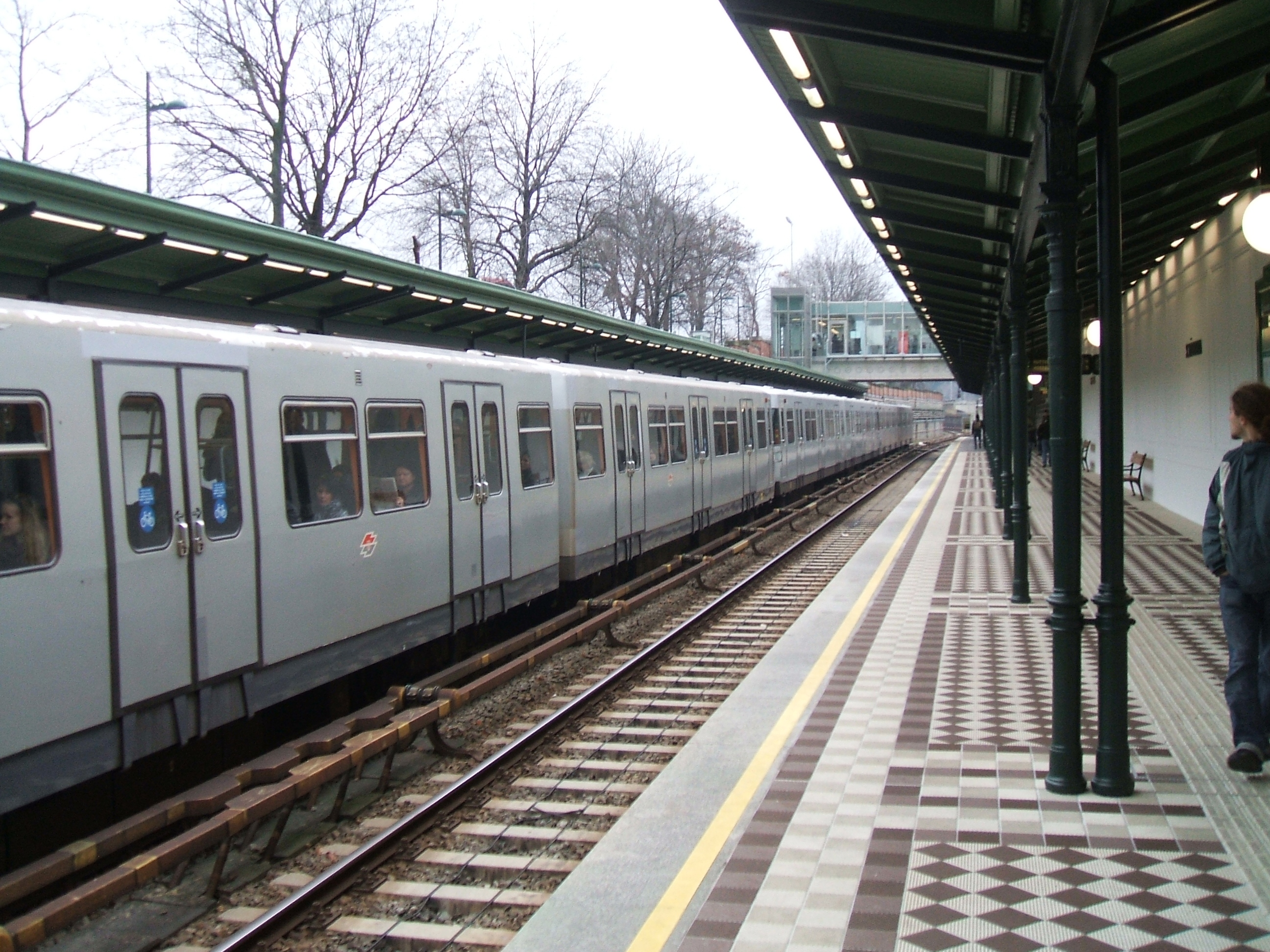
L'estació de Schönbrunn

La U4 va ser primer la Stadtbahn WD (1898-1901), modernitzada després entre 1976 i 1981.
Estacions:
- Hütteldorf
- Ober
- Unter St. Veit
- Braunschweiggasse
- Hietzing
- Schönbrunn
- Meidling Hauptstraße
- Längenfeldgasse
- Margaretengürtel
- Pilgramgasse
- Kettenbrückengasse
- Karlsplatz
- Stadtpark
- Landstraße
- Schwedenplatz
- Schottenring
- Roßauer Lände
- Friedensbrücke
- Spittelau
- Heiligenstadt

### U6
| U6 (Floridsdorf - Siebenhirten) |

La U6 és la línia més llarga de la xarxa vienesa. Entre Längenfeldgasse i Spittelau, la línia transcorre sobre el típic viaducte de la Stadtbahn. Les seves estacions es van mantenir en el seu disseny original, per això s'utilitza un comboi-tramvia compatible.

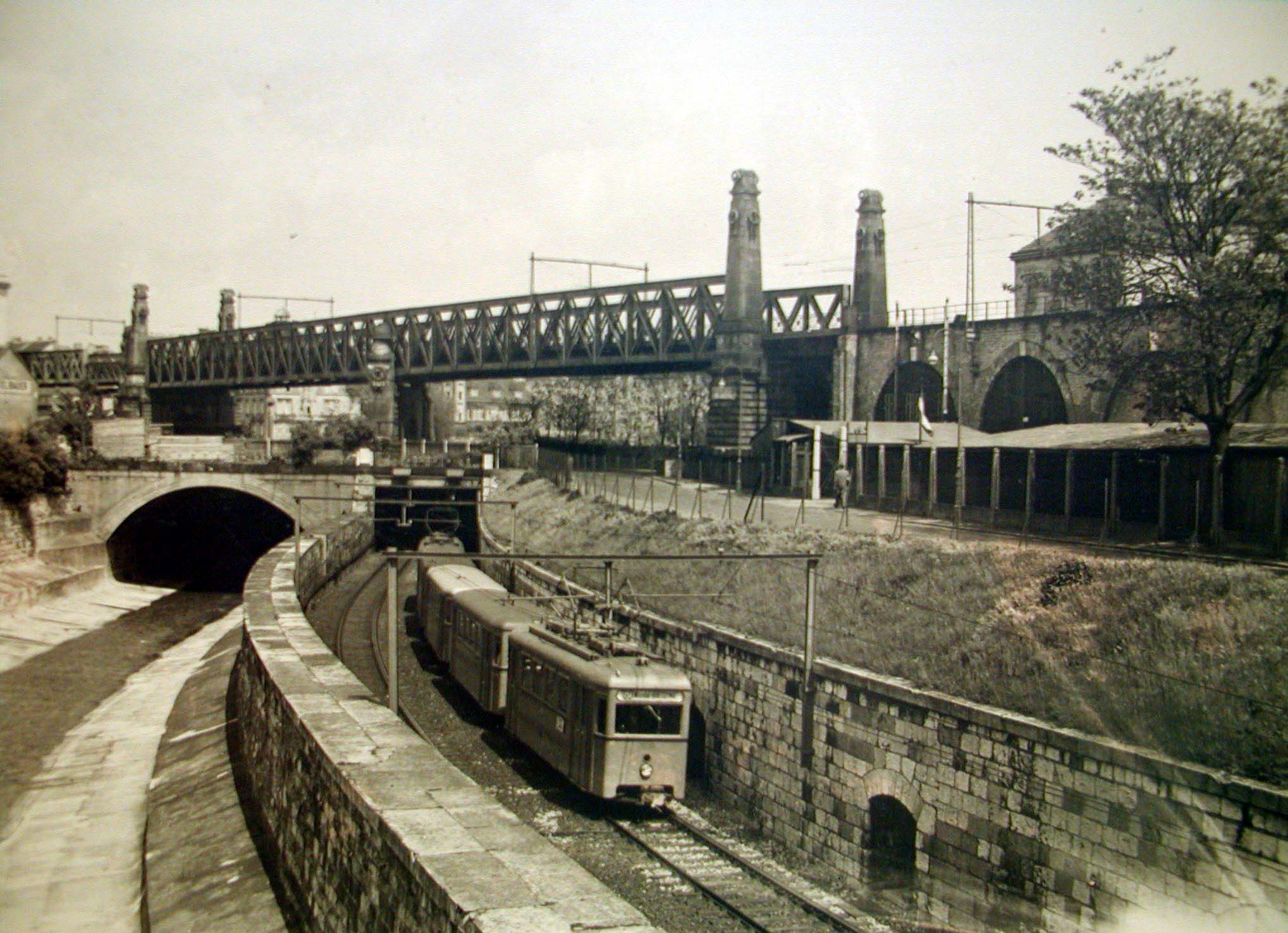
La Stadtbahn era

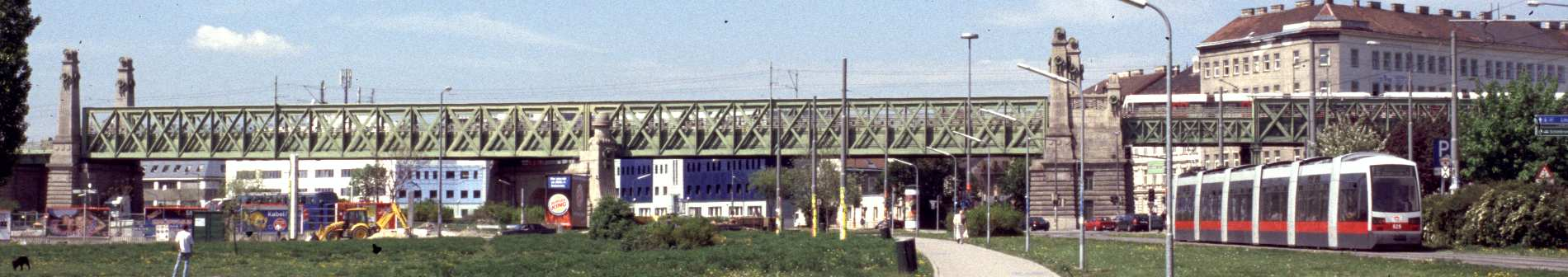
El pont al costat de l'estació de Gumpendorfer Straße

Estacions:
- Floridsdorf
- Neue Donau
- Handelskai
- Dresdner Straße
- Jägerstraße
- Spittelau
- Nußdorfer Straße
- Währinger
- Michelbeuern
- Alser Straße
- Josefstadt
- Thaliastraße
- Burggasse
- Westbahnhof El pont al costat de l'estació de Gumpendorfer Straße
- Gumpendorfer Straße
- Längenfeldgasse
- Niederhofstraße
- Philadelphiabrücke
- Tscherttegasse
- Am Schöpfwerk
- Alterlaa
- Erlaaer Straße
- Perfektastraße
- Siebenhirten

## Futur

### 4a fase d'ampliació (2010–2017)
Xarxa projectada pel 2017
La planificació d'una quarta fase d'ampliació del metro de Viena va començar el 2001 i els resultats es van incloure al Pla Mestre de Transport de 2003. Es van aprovar dos projectes:
- Extensió de la U2 des de Aspernstrasse fins a Flugfeld Aspern. L'antic aeròdrom d'Aspern s'està transformant en la "Lakeside City" de Viena. Aquesta ampliació es va acabar i inaugurar el 5 d'octubre de 2013.[1]
- Extensió de la U1, 4.6 quilòmetres (2.9 mi) des de Reumannplatz fins a Oberlaa. S'espera que estigui completada el 2017.[2]

### 5a fase d'ampliació
El 27 de juny de 2014 es va aprovar la 5a fase d'ampliació del metro de Viena. Aquesta inclourà la creació de la nova línia U5 que anirà des de Frankhplatz-Altes AKH fins a Karlsplatz, circulant des de Rathaus per l'antic traçat de la U2. La U2, desproveïda del seu tram final, s'ampliarà cap al sud des de Rathaus fins a Matzleinsdorfer Platz, on connectarà amb el S-Bahn, passant per Neubaugasse (connexió amb la U3) i Pilgramgasse (connexió amb la U4).

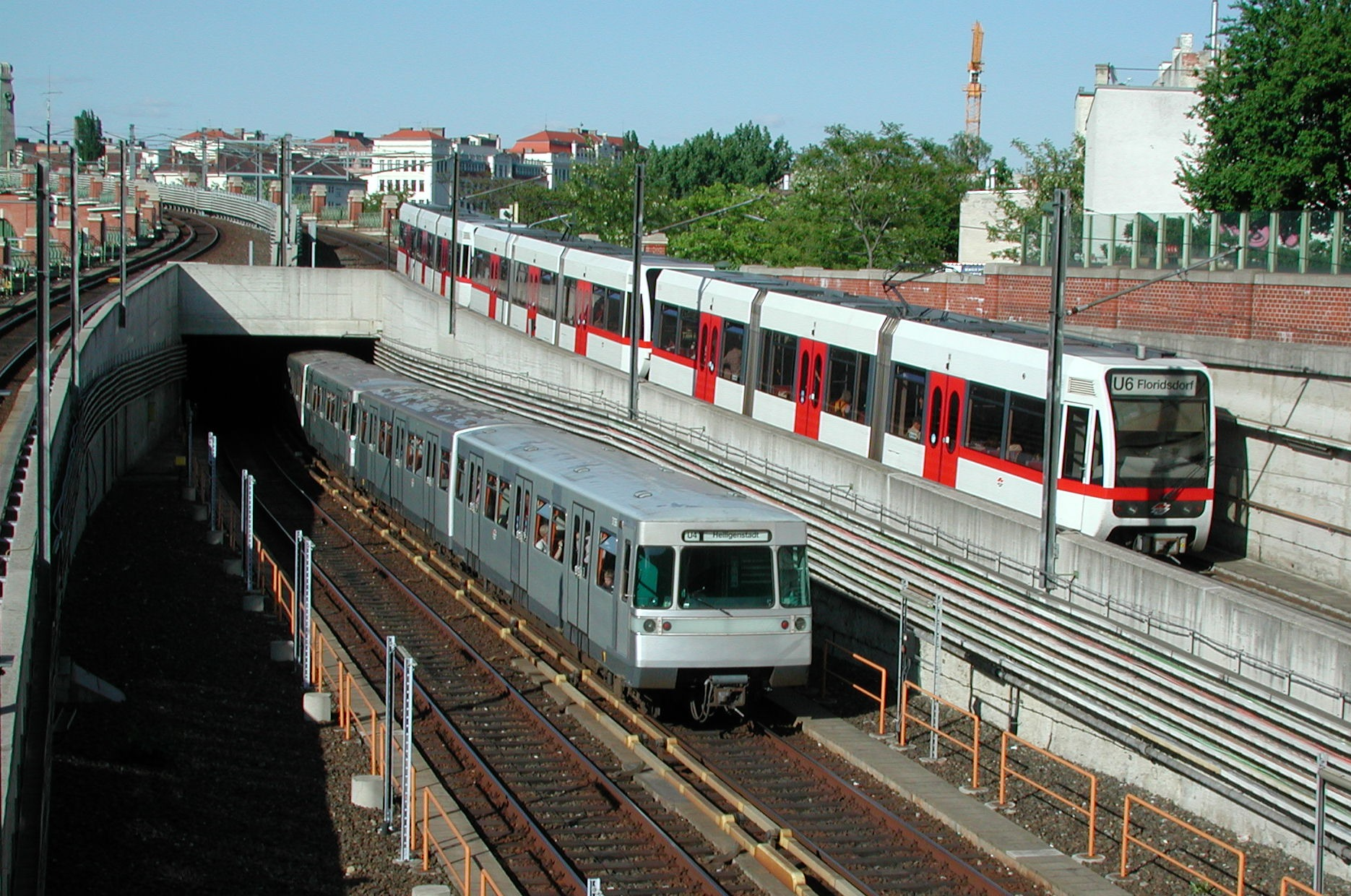
2 tipus de combois, el U i el tramvia adaptat
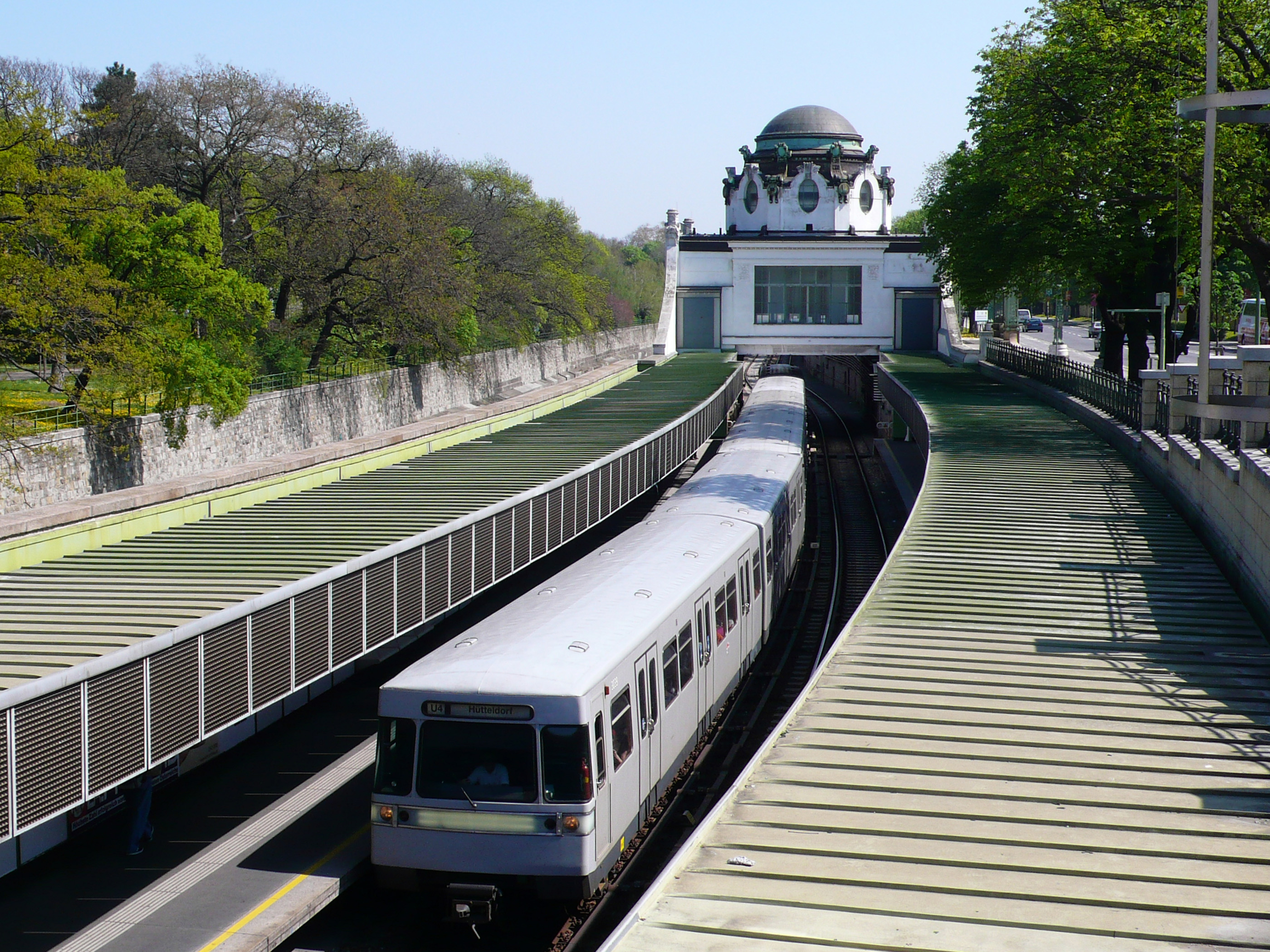
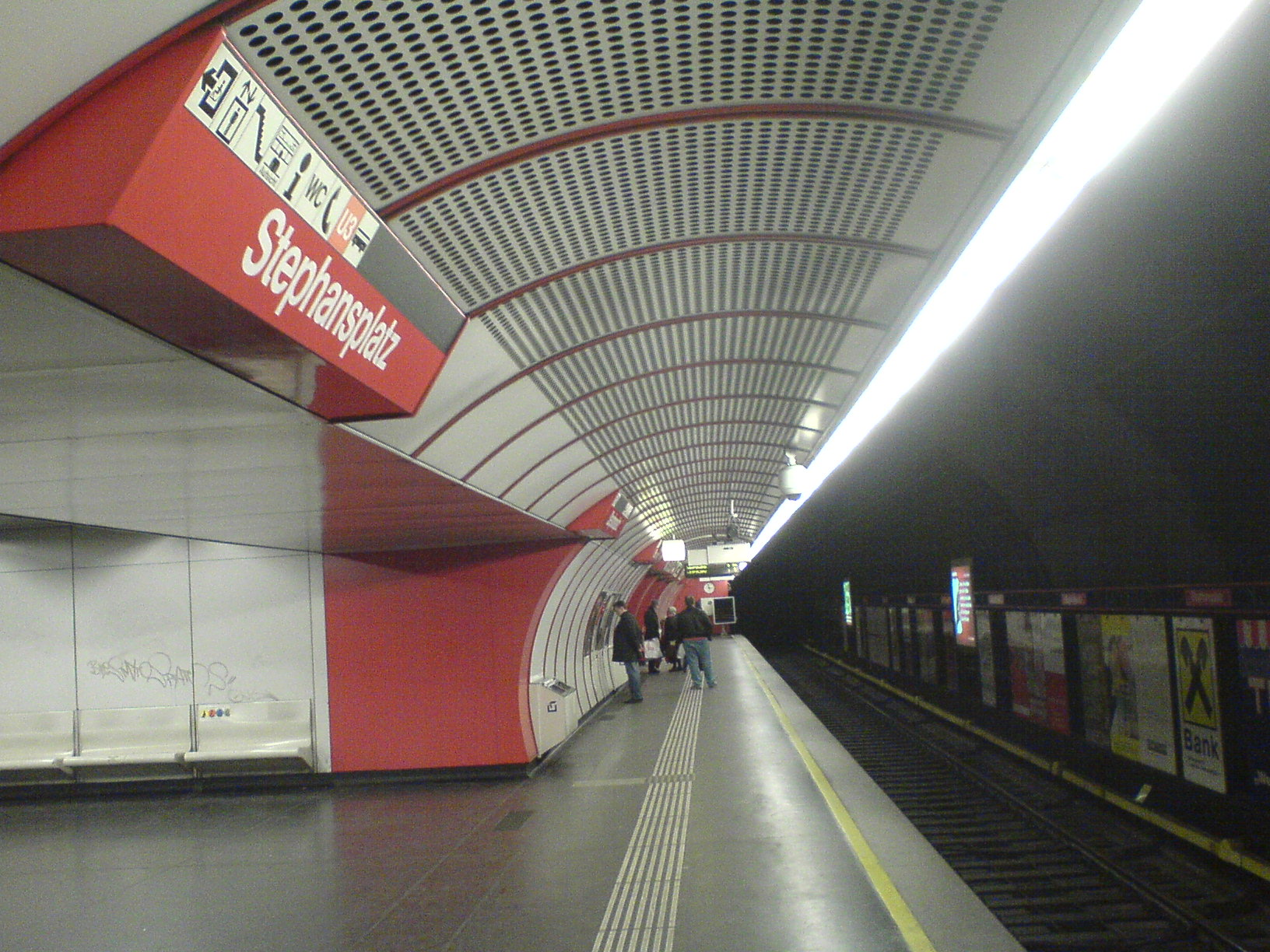
Estació de Stephansplatz
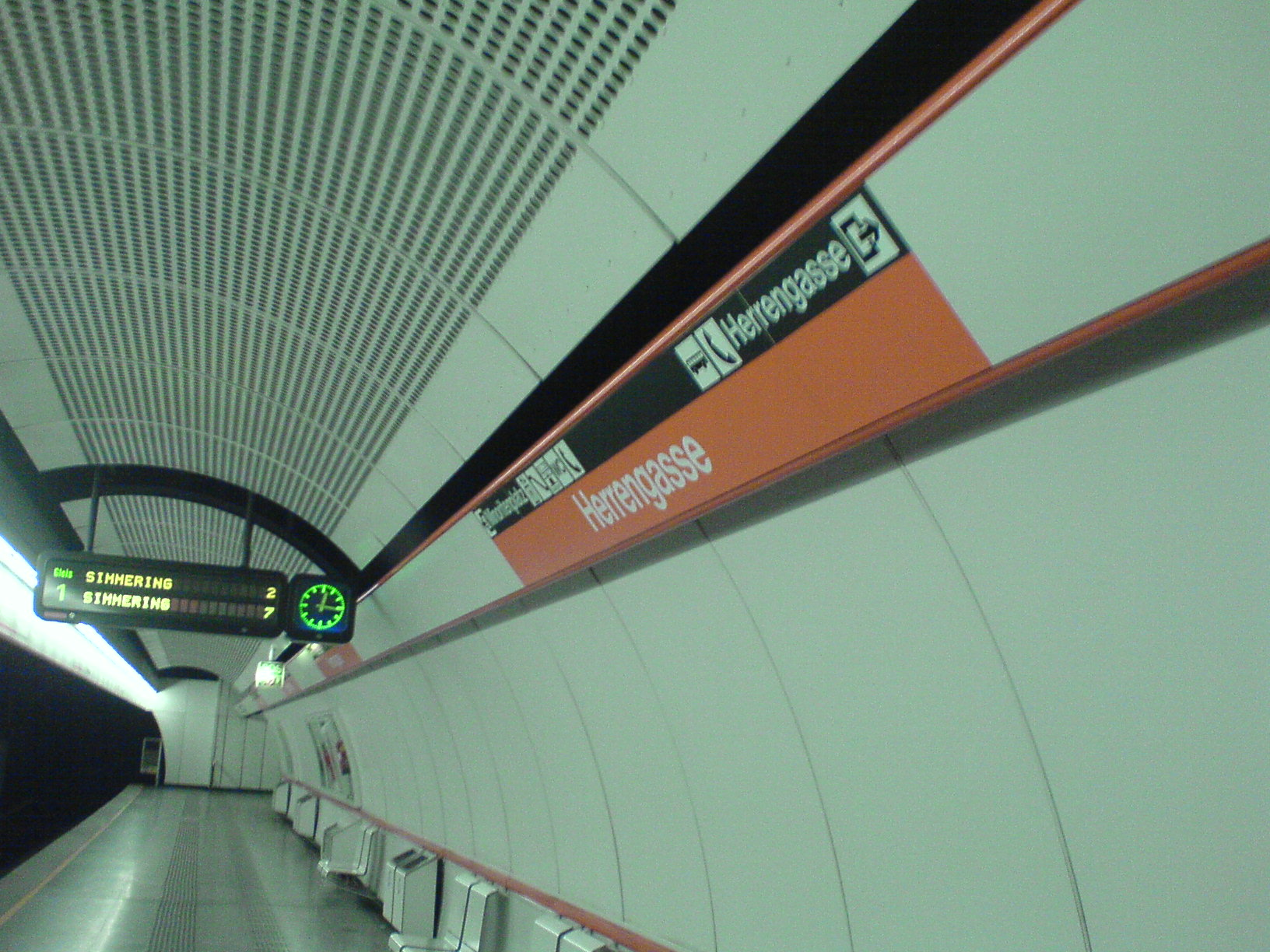
Estació de Herrengasse
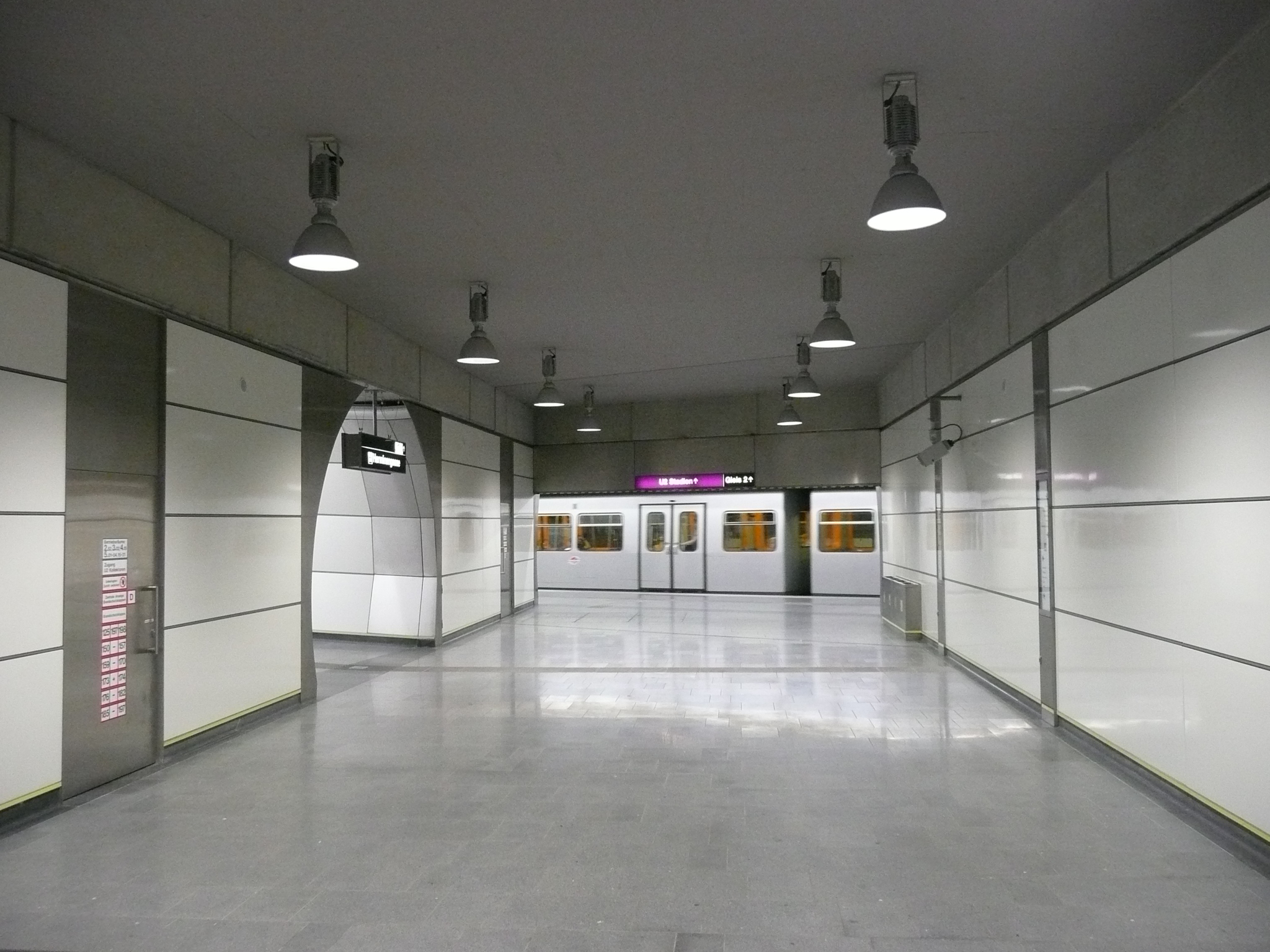
Estació de Schottenring a la U2
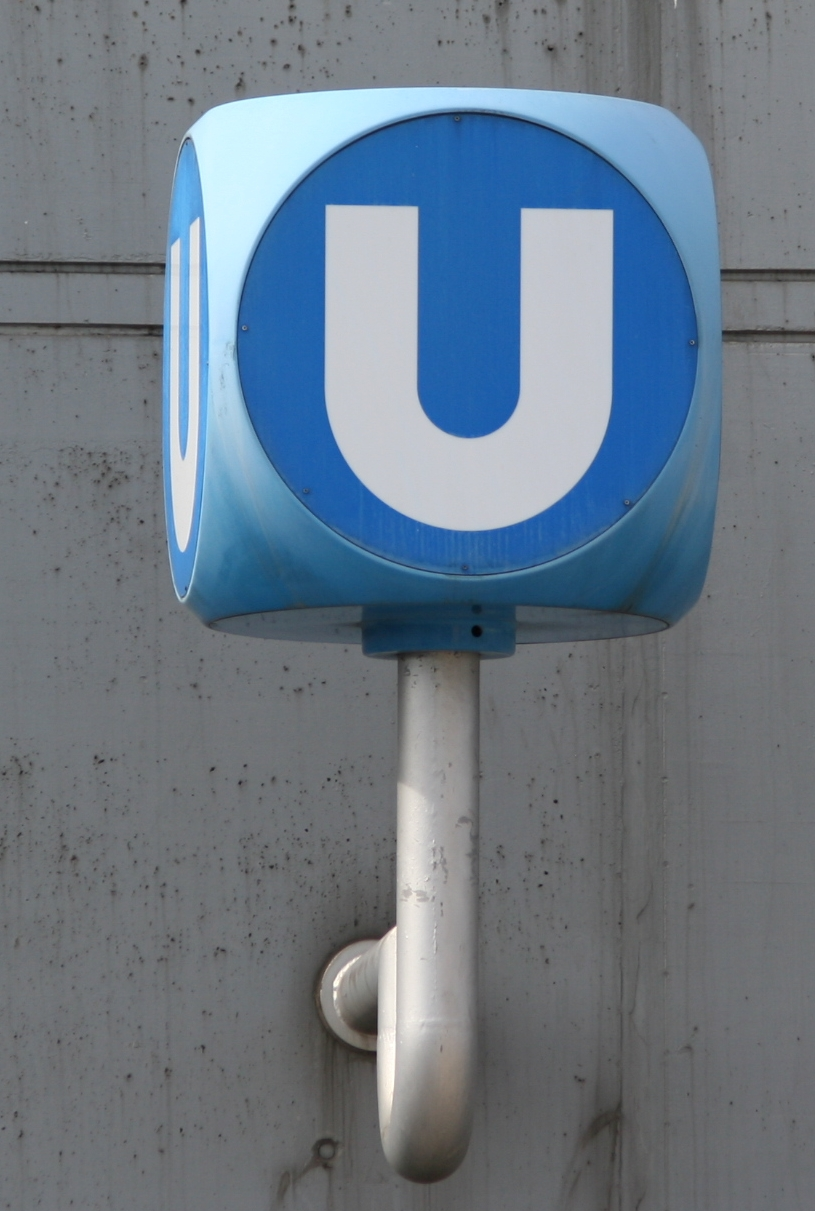
El símbol present a les parades del U-Bahn
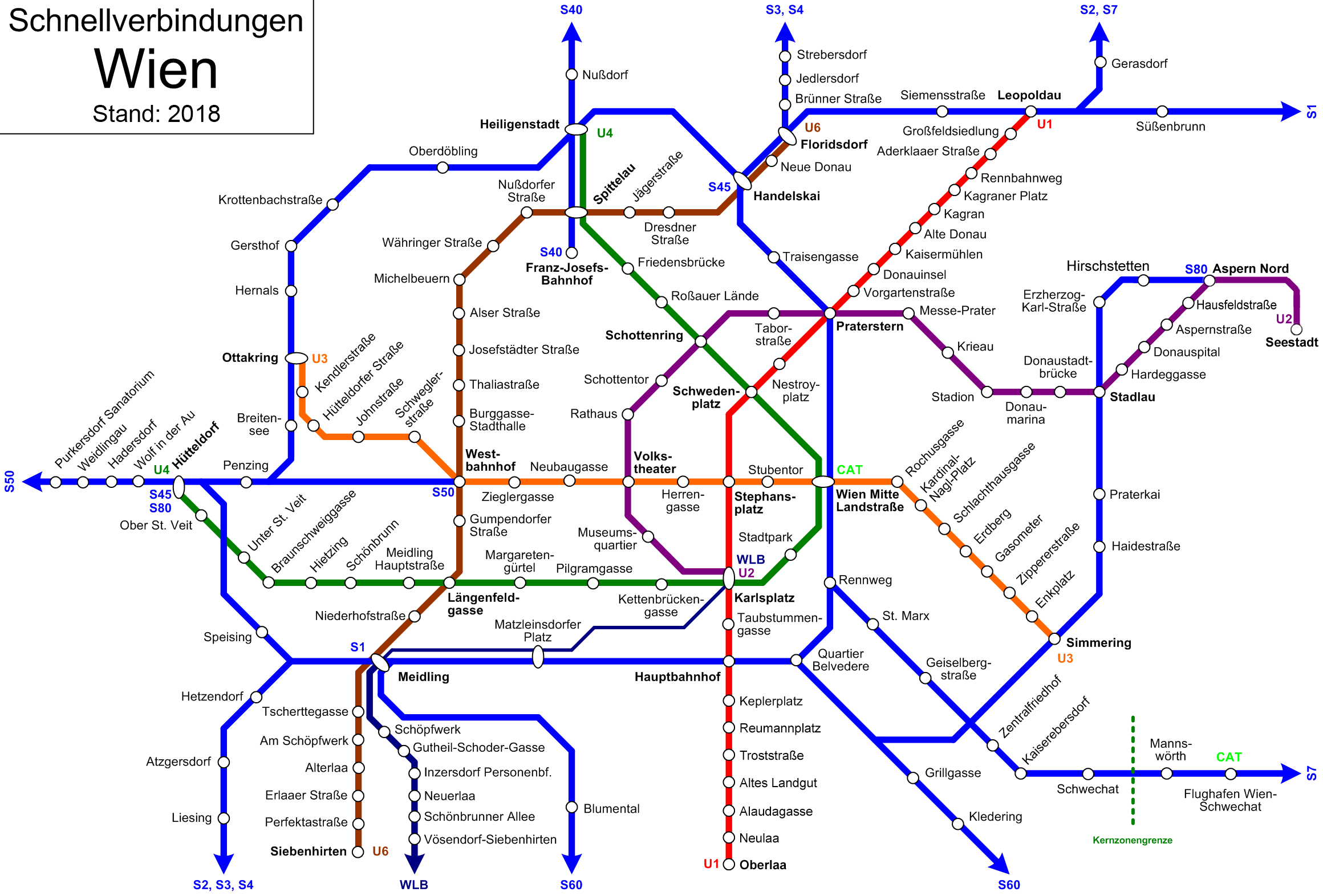
La xarxa amb les rodalies, el S-Bahn
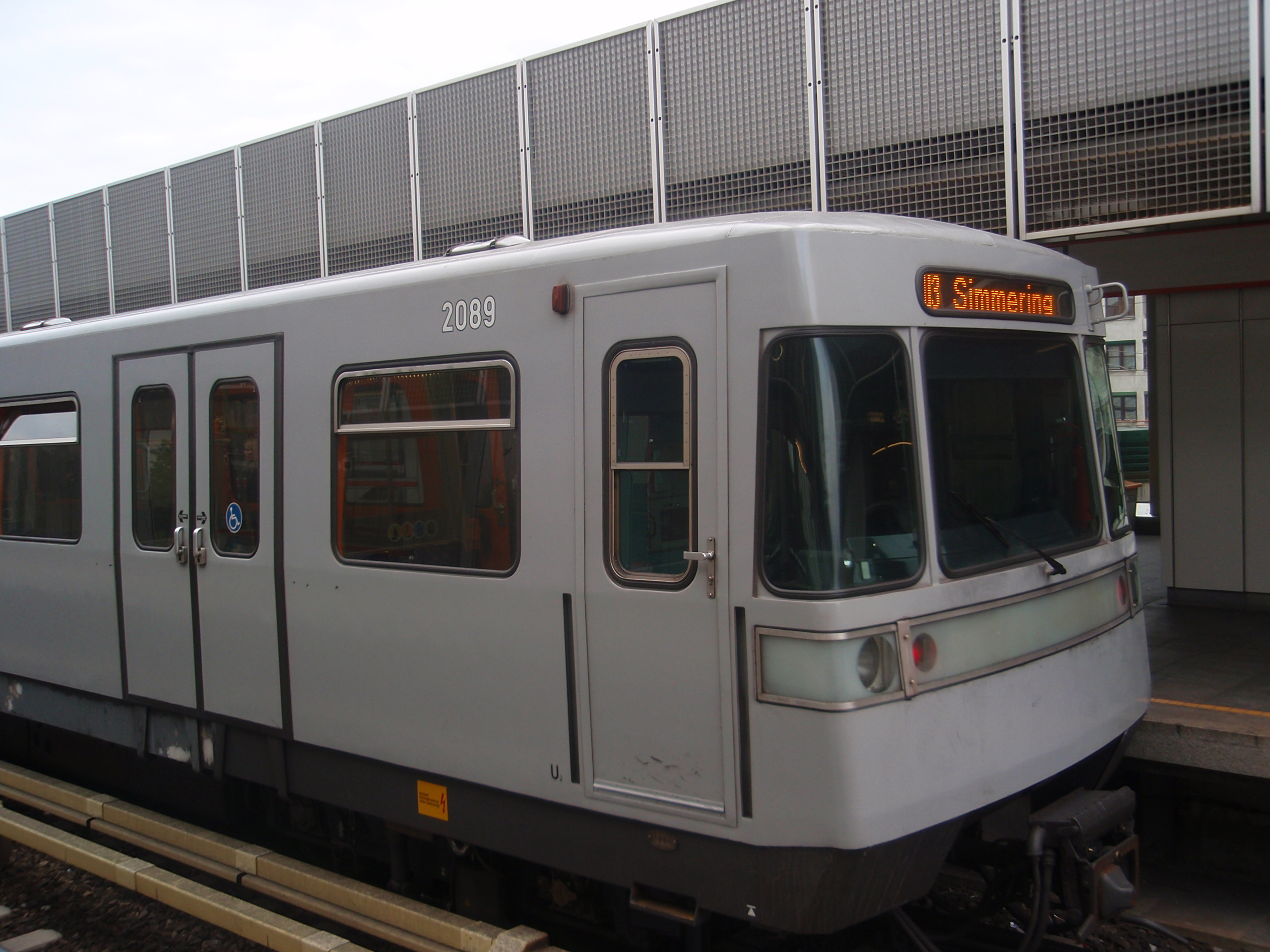
Comboi del tipus U a Ottakring, U2
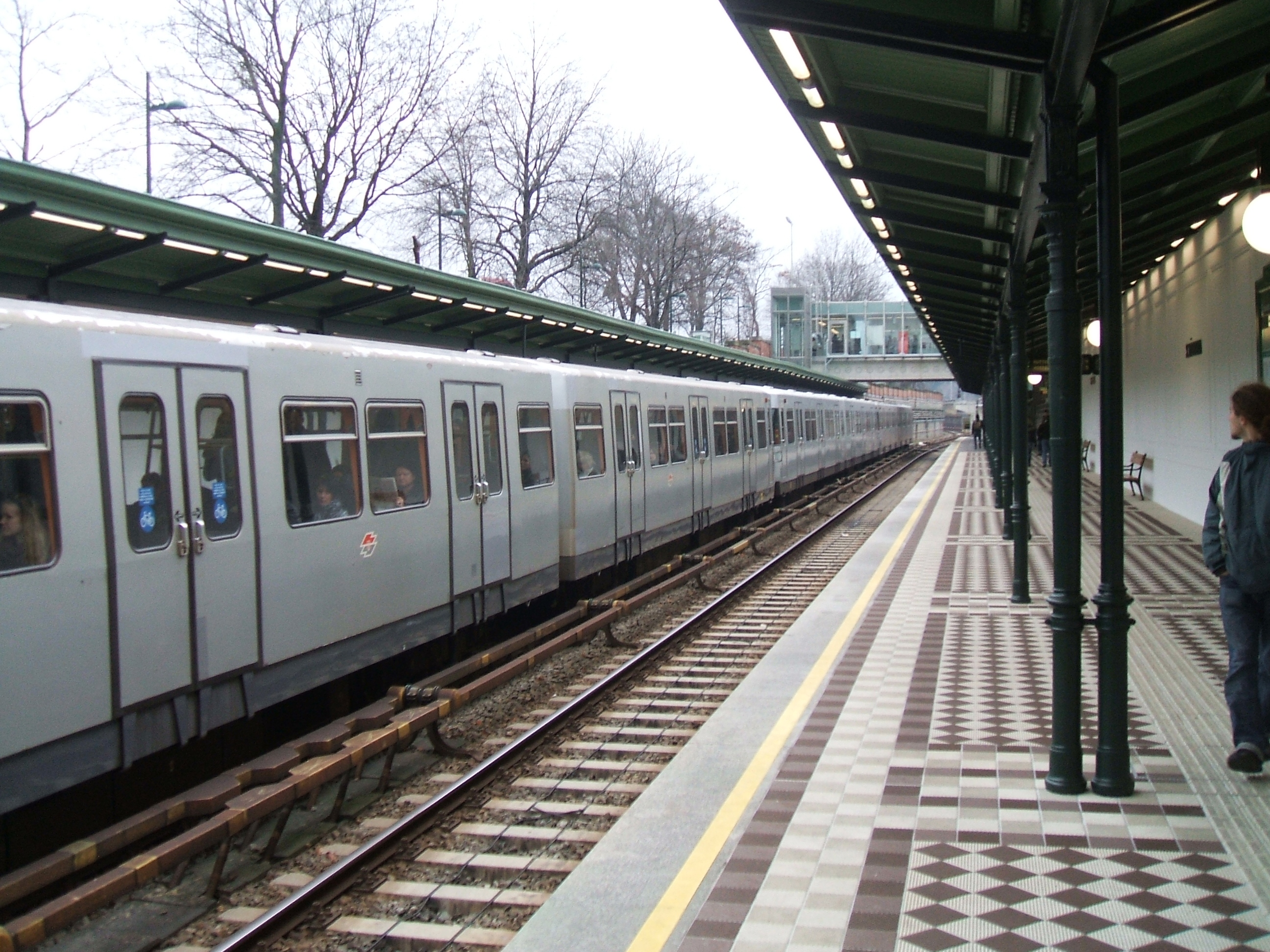
Comboi U a l'estació de Schönbrunn, també a la U4